# 1897 en Ontario
Chronologie de l'Ontario
- 1893
- 1894
- 1895
- 1896
- 1897
- 1898
- 1899
- 1900
- 1901

Cette page concerne des événements d'actualité qui se sont produits durant l'année 1897 dans la province canadienne de l'Ontario.

## Politique
- Premier ministre : Arthur Sturgis Hardy (Parti libéral).
- Chef de l'Opposition: James Whitney (Parti conservateur).
- Lieutenant-gouverneur: Casimir Stanislaus Gzowski (intérim) puis Oliver Mowat
- Législature: 8e (en)

## Événements

### Janvier
- 29 janvier : fondation des Ordres des infirmières victoriennes (en) d'Ottawa.

### Février
- 2 février : Clara Brett Martin (en) devient la première femme à pratiquer le droit en Ontario.
- 4 février : lors des deux élections partielles fédérales, le libéral Clara Brett Martin (en) est élu député de Brant-Sud à la suite de la réélection du conservateur Robert Henry et l'indépendant Duncan Graham (en) est élu député de l'Ontario-Nord à la suite de la démission du conservateur John Alexander McGillivray (en).
- 19 février : fondation des premières femmes à l'institut au monde à Stoney Creek.

### Septembre
- 30 septembre : le libéral George Hope Bertram (en) est élu député fédéral de Toronto-Centre à la suite de la démission du même parti William Lount (en).

### Novembre
- 18 novembre : le ministre de la justice fédéral, sénateur et l'ancien premier ministre provinciale Oliver Mowat est assermenté lieutenant-gouverneur de l'Ontario qui succède Casimir Gzowski, après celui-ci l'avais remplace sous l'intérimaire à la suite de la démission de George Airey Kirkpatrick (en) le 7 novembre 1896.

### Décembre
- 27 décembre : les Capitals d'Ottawa ont perdu la coupe Stanley par les Victorias de Montréal lors de la soirée du hockey.

## Naissances
- 28 avril : Lester B. Pearson, 14e premier ministre du Canada († 27 décembre 1972).
- 7 décembre : Gordon Graydon, député fédéral de Peel (1935-1953) († 19 septembre 1953).

## Décès
- 26 janvier : Charles Sparrow (en), 4e maire de Bytown (° 1808).
- 27 février : James Austin (en), homme d'affaires (° 6 mars 1813).
- 17 juillet : J. B. Turgeon, 6e maire de Bytown et premier canadien français avoir occupé ce poste (° 1810).
- 19 juillet : Moss Kent Dickinson, député fédéral de Russell (1882-1887) et 5e maire d'Ottawa (° 1er juin 1822).
- 14 décembre : Robert Simpson, homme d'affaires et fondateur des grands magasins Simpsons (° 17 septembre 1834).